# Allocrangonyx hubrichti
Allocrangonyx hubrichti là một loài động vật giáp xác trong họ Allocrangonyctidae.